# Жером Енріко
Жеро́м Енріко́ (фр. Jérôme Enrico) — французький кінорежисер, сценарист та актор.

## Біографія
Жером Енріко — син відомого французького режисера та сценариста, лауреата премії «Сезар» 1976 року за фільм «Стара рушниця» Робера Енріко. Дебютував у кіно, знявшись в невеликій ролі у фільмі «Трішки, більше, пристрасно» (фр. Un peu, beaucoup, passionnément…), поставленому його батьком у 1971 році.
У 1980-1990-х роках Енріко працював асистентом режисера, зокрема у кількох фільмах Робера Енріко, Патріса Шеро (у фільмі «Королева Марго», 1994) та Роберта Олтмена («Висока мода», 1994).
У 2000 році Жером Енріко поставив свій перший повнометражний фільм «Походження світу» з Рошді Земом та Анжелою Моліна у головних ролях.
Комедійний фільм Жерома Енріко 2013 року «Полетта» про невдоволену всім й усіма бабцю у виконанні Бернадетт Лафон став рекордсменом французького прокату, зібравши 1 035 495 переглядів.
У 2015 році на екрани вийшов фільм Жерома Енріко «Серіз», події в якому відбуваються, зокрема, в Україні часів Революції гідності. Фільм було відібрано для показу у позаконкурсній програмі French Connection 45-го Київського міжнародного кінофестивалю «Молодість».
Жером Ернріко є директором Вищої школи кінематографічних досліджень (ESEC) у Парижі.

## Особисте життя
Жером Енріко одружений з українкою Іриною Гончар.

## Фільмографія
Режисер та сценарист
| Рік       | Українська назва                 | Оригінальна назва          | Примітки                               |
| --------- | -------------------------------- | -------------------------- | -------------------------------------- |
| 1981      | Американський чорний щур         | Le rat noir d'amérique     | короткометражний; режисер, сценарист   |
| 1993      | Аліс Невер                       | Le Juge est une femme      | сценарист                              |
| 1997-2003 | Помутніння розуму                | Vertiges                   | серіал, режисер                        |
| 2000      | Походження світу                 | L'origine du monde         | режисер, сценарист                     |
| 2008-2009 | Друга удача                      | Seconde chance             | серіал; режисер                        |
| 2009      | Повне затемнення                 | Blackout                   | сценарист                              |
| 2010      | Мій батько, Франсіс Бельгійський | Mon père, Francis le Belge | телевізійний; сценарист (адаптація)    |
| 2013      | Полетта                          | Paulette                   | режисер, сценарист                     |
| 2015      | Серіз                            | Cerise                     | режисер, сценарист (з Іриноною Гончар) |

Актор
- 1971 : Трішки, більше, пристрасно / Un peu, beaucoup, passionnément… — Марк
- 1986 : Карусель / Manège (к/м)

## Визнання
| Рік            | Категорія                        | Фільм                    | Результат |
| -------------- | -------------------------------- | ------------------------ | --------- |
| Премія «Сезар» |                                  |                          |           |
| 1982           | Найкращий короткометражний фільм | Американський чорний щур | Номінація |